# گروه سنگ‌تراش
گروه سنگ‌تراش (انگلیسی: Sculptor Group) یک گروه غیر متراکم از کهکشان‌هاست که در نزدیکی قطب کهکشانی جنوب قابل رویت است. گروه سنگ‌تراش، نزدیک‌ترین گروه کهکشانی به گروه محلی است که فاصلهٔ مرکز آن با کهکشان راه شیری ۳٫۹ مگاپارسک (۱۲٫۷ مگا سال نوری) است.
هستهٔ این گروه کهکشانی از کهکشان سنگ‌تراش (NGC 253) و چند کهکشان دیگر تشکیل شده که توسط نیروی گرانشی به یکدیگر پیوسته‌اند. چند کهکشان دیگر در محیط این گروه قرار دارد که پیوند گرانشی ندارند. در واقع، از آنجایی که بیشتر کهکشان‌های موجود در این گروه، پیوند گرانشی ندارند، می‌توان به این گروه، رشته‌کهکشان هم گفت. این گروه کهکشانی در مراحل آغازین تکامل خود است و طبق یک آرایش رشته‌ای در جای خود قرار می‌گیرند.

## اعضا
جدول زیر، فهرستی از کهکشان‌های مرتبط با گروه سنگ‌تراش است که توسط کاراچنتسف و همکاران تهیه شده‌است:
| نام                                       | نوع         | بُعد (J2000)   | مِیل (J2000)     | انتقال به سرخ (کیلومتر بر ثانیه) | قدر ظاهری |
| ----------------------------------------- | ----------- | ------------- | --------------- | -------------------------------- | --------- |
| آی‌سی ۱۵۷۴                                 | IM(s)m      | ۰۰h ۴۳m ۰۳٫۸s | ‏ ۴۹″ ۱۴′ ‎−۲۲°   | ۳۶۳ ± ۴                          | ۱۵٫۱      |
| ان‌جی‌سی ۵۹                                 | SA(rs)0     | ۰۰h ۱۵m ۲۵٫۱s | ‏ ۳۹٫۸″ ۲۶′ ‎−۲۱° | ۳۶۲ ± ۱۰                         | ۱۳٫۱      |
| NGC 247                                   | SAB(s)d     | ۰۰h ۴۷m ۰۸٫۵s | ‏ ۳۷″ ۴۵′ ‎−۲۰°   | ۱۵۶ ± ۲                          | ۹٫۹       |
| NGC 625                                   | SB(s)m      | ۰۱h ۳۵m ۰۴٫۶s | ‏ ۱۰″ ۲۶′ ‎−۴۱°   | ۳۹۶ ± ۱                          | ۱۱٫۷      |
| NGC 7793                                  | SA(s)d      | ۲۳h ۵۷m ۴۹٫۸s | ‏ ۲۸″ ۳۵′ ‎−۳۲°   | ۲۲۷ ± ۲                          | ۱۰٫۰      |
| PGC 2881                                  | IABm        | ۰۰h ۴۹m ۲۰٫۹s | ‏ ۳۲″ ۰۴′ ‎−۱۸°   |                                  | ۱۶٫۵      |
| پی‌جی‌سی ۲۹۳۳                               | IAB(s)m pec | ۰۰h ۵۰m ۲۴٫۳s | ‏ ۲۴″ ۵۴′ ‎−۱۹°   |                                  | ۱۶٫۶      |
| پی‌جی‌سی ۶۴۳۰                               | IB(s)m      | ۰۱h ۴۵m ۰۳٫۷s | ‏ ۵۳″ ۳۵′ ‎−۴۳°   | ۳۹۱ ± ۲                          | ۱۲٫۷      |
| سنگ‌تراش دی‌ئی۱                             | dE          | ۰۰h ۲۳m ۵۱٫۷s | ‏ ۱۸″ ۴۲′ ‎−۲۴°   |                                  | ۱۶٫۹      |
| کهکشان نامنظم کوتوله سنگ‌تراش (پی‌جی‌سی ۶۲۱) | IBm         | ۰۰h ۰۸m ۱۳٫۴s | ‏ ۴۲″ ۳۴′ ‎−۳۴°   | ۲۲۱ ± ۶                          | ۱۵٫۵      |
| کهکشان سنگ‌تراش (ان‌جی‌سی ۲۵۳)               | SAB(s)c     | ۰۰h ۴۷m ۳۳٫۱s | ‏ ۱۸″ ۱۷′ ‎−۲۵°   | ۲۴۳ ± ۲                          | ۸٫۰       |
| یوجی‌سی‌ای ۱۵                               | IB(s)m      | ۰۰h ۴۹m ۴۹٫۲s | ‏ ۵۴″ ۰۰′ ‎−۲۱°   | ۲۹۵ ± ۰                          | ۱۵٫۲      |
| یوجی‌سی‌ای ۴۴۲                              | SB(s)m      | ۲۳h ۴۳m ۴۵٫۵s | ‏ ۲۴″ ۵۷′ ‎−۳۱°   | ۲۶۷ ± ۲                          | ۱۳٫۶      |

اسامی اجرام آسمانی در جدول فوق، با آنچه کاراچنتسف و همکاران به‌کار برده‌اند متفاوت است، در نتیجه هرکجا که مقدور بوده، از اعداد ان‌جی‌سی، آی‌سی، یوجی‌سی و پی‌جی‌سی برای تسهیل ارجاع استفاده شده‌است.